# Johannes Hubler
Johannes Hubler (* 12. Juni 1816 in Bätterkinden; † 25. Februar 1858 in Burgdorf) war ein Schweizer Politiker. Von 1851 bis zu seinem Tod gehörte er dem Nationalrat an.

## Biografie
Hubler studierte Recht an der Universität Bern. Während seiner Studienzeit trat er der radikalliberalen Bewegung Junge Schweiz bei, die von Giuseppe Mazzinis Jungem Europa beeinflusst war. Auch dem Grütliverein trat er bei, ausserdem war er vorübergehend Redaktor der Unabhängigen Zeitung. 1841 erhielt Hubler das Anwaltspatent. Ab 1842 war er in Burgdorf als Rechtsanwalt und Amtsnotar tätig.
1846 wurde Hubler in den Grossen Rat des Kantons Bern gewählt, dem er bis 1854 angehörte. Bei den Nationalratswahlen 1851 kandidierte er mit Erfolg im Wahlkreis Oberaargau. 1854 ernannte ihn die Kantonsregierung zum Regierungsstatthalter des Amtsbezirks Burgdorf, hingegen lehnte er die Wahl ins Obergericht ab. 1857 war er Mitgründer der Kunstwollefabrik Hubler & Schafroth. Zusammen mit seinem Freund Johann Rudolf Schneider initiierte er im selben Jahr die Schweizerische Ostwestbahn.